# Johanniskirche (Hagen)

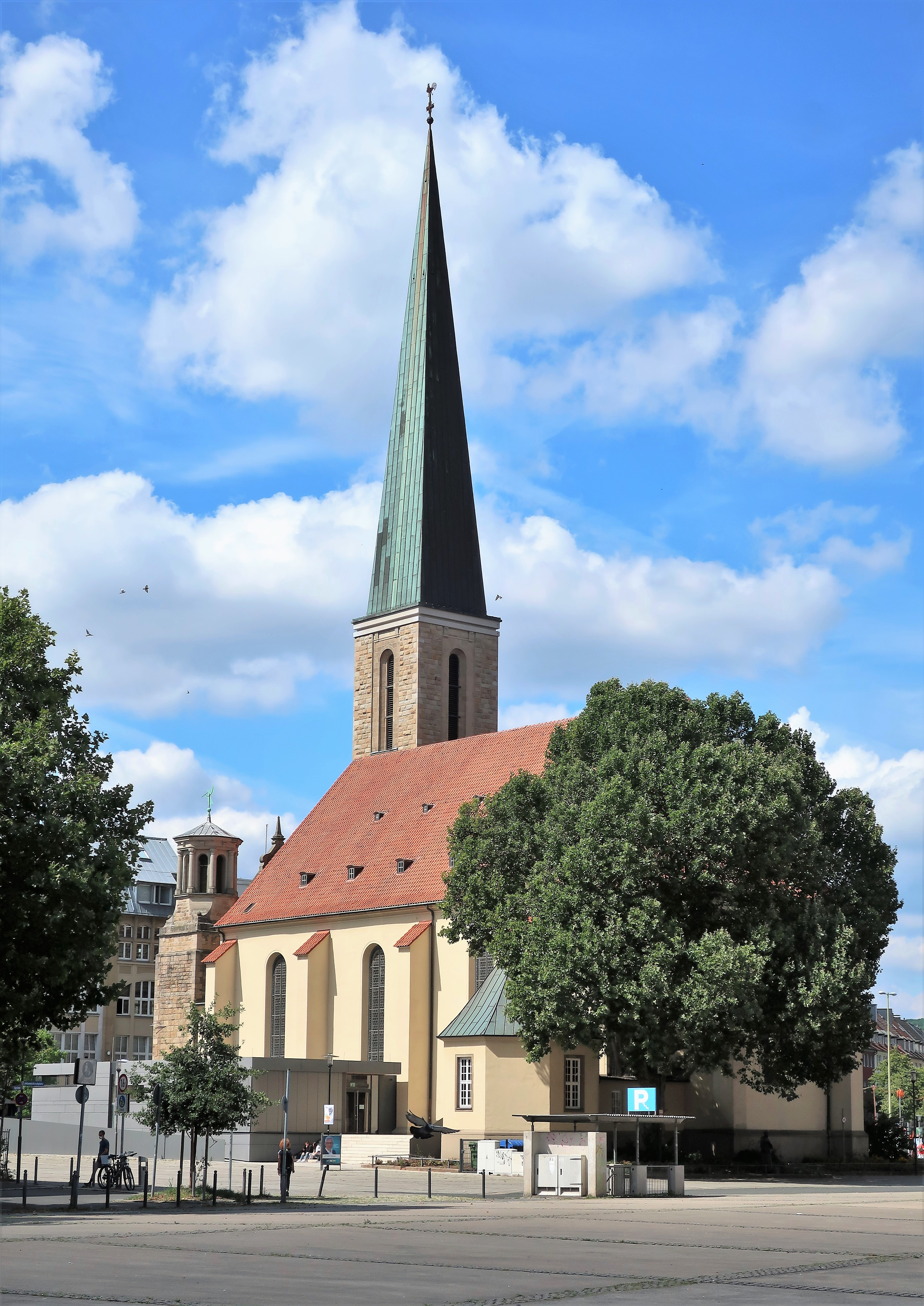
Johanniskirche Hagen (2020)

Die Johanniskirche ist ein evangelisch-lutherisches Kirchengebäude in Hagen-Mitte auf dem Marktplatz an der Springe.

## Geschichte
Die Anfänge der steinernen Kirche reichen bis in die Mitte des 12. Jahrhunderts zurück, wobei eine hölzerne Kirche wohl schon um das Jahr 1080 errichtet war. Möglicherweise hatte diese ihren Ursprung sogar um das Jahr 700, da durch den Kölner Bischof Kunibert 636 in Soest eine Gemeinde gegründet worden war und auch aus Menden und Schwelm Einkünfte bezogen wurden. Die Äbtissin des St.-Ursula-Stiftes in Köln trat lange Zeit als Patronin der Hagener Pfarrei auf.
Nach der Reformation in Hagen 1554 fand zunächst eine gemeinsame Nutzung durch Katholiken und Protestanten statt. Nach einem langwierigen Konflikt durften die Katholiken die Kirche ab 1672 nicht mehr nutzen und errichteten von 1694 bis 1700 am damaligen Ortsrand einen neuen Kirchenbau, der der Vorgänger der heutigen St.-Marien-Kirche ist.
Im Jahr 1719 brannte der Turmhelm aus und wurde darauf wiedererrichtet. Die Kirche überstand den Stadtbrand im Jahr 1724 unbeschadet, obwohl die umliegenden Häuser zerstört wurden.
1748 wurde die dreischiffige Basilika, die den Heiligen Gervasius und Protasius geweiht war, abgebrochen, der Turm blieb jedoch erhalten. Bis 1750 erfolgte unter dem Kirchmeister Johann Caspar Hundeicker und Werkmeister Georg Eckert der Bau einer neuen Hallenkirche. Da der Neubau eine nachteilige Wirkung auf die Statik des Turms hatte, musste dieser mit Stützpfeilern verstärkt werden. 1799 wurde das Marien-Kapellchen abgebrochen.
Zwischen 1682 und 1895 befand sich neben der Johanniskirche eine reformierte Kirche, die für die in Hagen angesiedelten Eilper Klingenschmiede erbaut wurde. Da sie klein und würfelförmig war und eine Zwiebelkuppel besaß, wurde sie im Volksmund auch Koffimuelle (Kaffeemühle) genannt. Erst 1889 erhielt die Kirche ihren heutigen Namen. Patron der Kirche ist Johannes der Evangelist nach der Inschrift Sanct Johannis Evangelistae von 1496 auf dem Altar.
Unter der französischen Herrschaft wurde 1812 der Friedhof an der Kirche, der seit Jahrhunderten genutzt wurde, geschlossen. Als Ersatz wurde auf dem Buschey ein neuer Friedhof angelegt. Vom alten Friedhof zeugen heute noch alte Grabsteinplatten.
Da sich der Ort Hagen rund um die Kirche entwickelte, stellt diese mit ihrer unmittelbaren Umgebung das historische Zentrum dar. Aufgrund von massiver Kriegszerstörung und der darauffolgenden Planung einer autogerechten Stadt ist jedoch heute nahezu kein Hausbestand aus der Vorkriegszeit erhalten geblieben. Das Stadtzentrum verschob sich nach Westen in Richtung des Alten Rathauses und der Elberfelder Straße, welche schon zu Vorkriegszeiten diesem zuordnen waren. Heute ist die Kirche durch den Märkischen Ring (vormals Marktstraße) von der Fußgängerzone getrennt.

### Seit dem 20. Jahrhundert
Der romanische Turm wurde wegen Baufälligkeit 1903/04 durch eine neue Schaufassade mit spitzhelmbekröntem Turm und Taufkapelle nach einem Entwurf des Hagener Architekten Walter Fischer ersetzt.
Am 2. Dezember 1944 wurde die Kirche durch einen Bombenangriff zerstört, wobei auch die gesamte barocke Einrichtung sowie die Rokoko-Orgel von 1778 verbrannten. Erst im Juli 1951 wurde die Johanniskirche nach Beseitigung der Kriegsschäden und starken stilistischen Veränderungen wieder eingeweiht.
Der heutige Spitzhelm wurde 1980 aufgesetzt. Im Jahr 2018 wurden umfassende Renovierungsarbeiten vorgenommen.

## Architektur

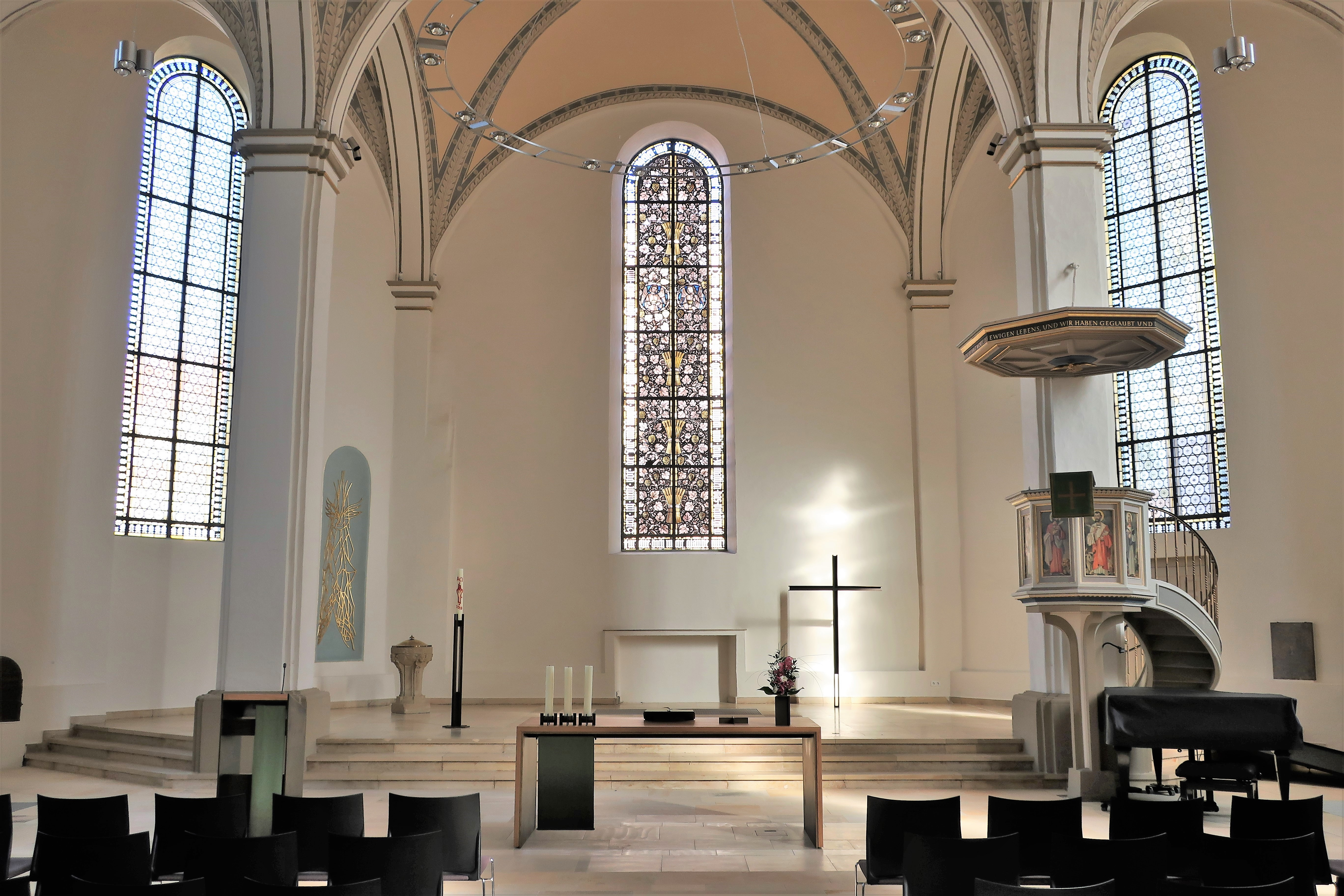
Blick in den Chor

Der Bau ist eine dreischiffige Hallenkirche mit Kreuzrippengewölbe. Die einzelnen Bauteile stammen aus unterschiedlichen Epochen.
Der neuromanische Turm aus unregelmäßigen spaltrauhen Steinen wurde 1903 bis 1904 in eine neue Schaufassade integriert und mit einem oktogonalen Glockengeschoss und einem glockenförmigen Turmdach mit Laterne bekrönt. Nach dem Krieg wurde das oktogonale Glockengeschoss abgetragen, durch ein quadratisches Geschoss ersetzt und 1980 mit einem Spitzhelm auf quadratischem Grundriss versehen. In den Turm führt ein Renaissance-Portal, das von einer aufwendigen, pilastergestützen Ädikula mit Konsolen, verkröpftem Gesims und einem Aufsatz mit Dreiecksgiebel und Voluten gerahmt wird. Blinde Portale in den gleichen Formen flankieren den Mittelrisalit der Schaufassade, der durch drei Zwillingsfenster und ein romanisches Radfenster ausgezeichnet wird. Alle Gliederungselemente sind aus fein behauenem, hellen Stein.
Die Kirche selbst ist außen weiß verputzt und mit einem Dach aus roten Ziegeln gedeckt.

## Ausstattung
Die Kanzel mit Schalldeckel und mit Bildern der vier Evangelisten wurde um 1951 von Arnold Rickert (1889–1974) in traditionellen Formen der Neugotik entworfen.
Das Bleiglasfenster im Chor wurde von Paul Thol entworfen. Es zeigt Motive des Altarsakraments: Ähren, Trauben und in zwei Medaillons Engel mit Brot und Kelch.
Die Glasmalerei des Radfensters stammt von Leo Janischowsky.
Altar, Ambo, Kreuz und Osterleuchter stammen aus der Zeit der Restaurierung von 2018. Sie wurden nach Entwürfen von Raoul Zamel in den Werkstätten der Abtei Königsmünster angefertigt.

### Orgel
Im Jahr 1779 übernahmen die Gebrüder Kleine aus Freckhausen, Herzogtum Berg, den Auftrag eines Orgelneubaus, der am 18. Mai 1786 vollendet wurde. Ein Foto der Orgel existiert im Staatsarchiv Münster, ebenso detaillierte Pläne der Orgel mit Anmerkungen von Christian Kleine im Nachlass seines Nachfolgers Christian Roetzel. Johann Christian Kleine baute auch die Orgel der Erlöserkirche in Lüdenscheid sowie die heute noch erhaltene Orgel in Eckenhagen und sein Vater Joh. Henrich Kleine die Orgel der Lutherkirche in Altena. Die Kleine-Orgel in Hagen „hatte 4 Bälge 10' lang und 5' breit.“ Sie verfügte über 40 Register auf zwei Manualen und Pedal mit folgender Disposition.
| I Manual C–f3 |                   |     |
| 1.            | Bordun            | 16' |
| 2.            | Violdegamba       | 16′ |
| 3.            | Principal         | 8′  |
| 4.            | Gedac             | 8′  |
| 5.            | Fleut Amour       | 8′  |
| 6.            | Violdegamba       | 8′  |
| 7.            | Octava            | 4′  |
| 8.            | Octava            | 2′  |
| 9.            | Nachthorn gedeckt | 4′  |
| 10.           | Sesquialter II    | 3′  |
| 11.           | Mixtur IV         | 2′  |
| 12.           | Cimbal II         | 1′  |
| 13.           | Cornetti IV D     | 1′  |
| 14.           | Basson B          | 16′ |
| 15.           | Trompet D         | 16′ |
| 16.           | Trompet           | 8′  |
| 17.           | Clairon           | 4′  |

| II Positiv C–f3 |                   |    |
| 18.             | Principal         | 8′ |
| 19.             | Gelind Gedac      | 8′ |
| 20.             | Quintadena        | 8′ |
| 21.             | Violdegamba       | 8′ |
| 22.             | Lamento           | 8′ |
| 23.             | Octaven-Principal | 4′ |
| 24.             | Fleut traver      | 4′ |
| 25.             | Violin            | 4′ |
| 26.             | Octava            | 2′ |
| 27.             | Octava            | 1′ |
| 28.             | Mixtur III        | 1′ |
| 29.             | Musette B         | 8′ |
| 30.             | Hoboe D           | 8′ |
| 31.             | Vox humana        | 8′ |
|                 | Schwebung         |    |

| Pedal C–c1 |             |     |
| 32.        | Principal   | 16′ |
| 33.        | Subbass     | 16′ |
| 34.        | Octava      | 8′  |
| 35.        | Violoncello | 8′  |
| 36.        | Octava      | 4′  |
| 37.        | Mixtur V    | 4′  |
| 38.        | Posaun      | 16′ |
| 39.        | Dulcean     | 16′ |
| 40.        | Trompet     | 8′  |

- Koppeln: II/I, I/P, II/P
- Ventil

### Neubau durch Ott 1958

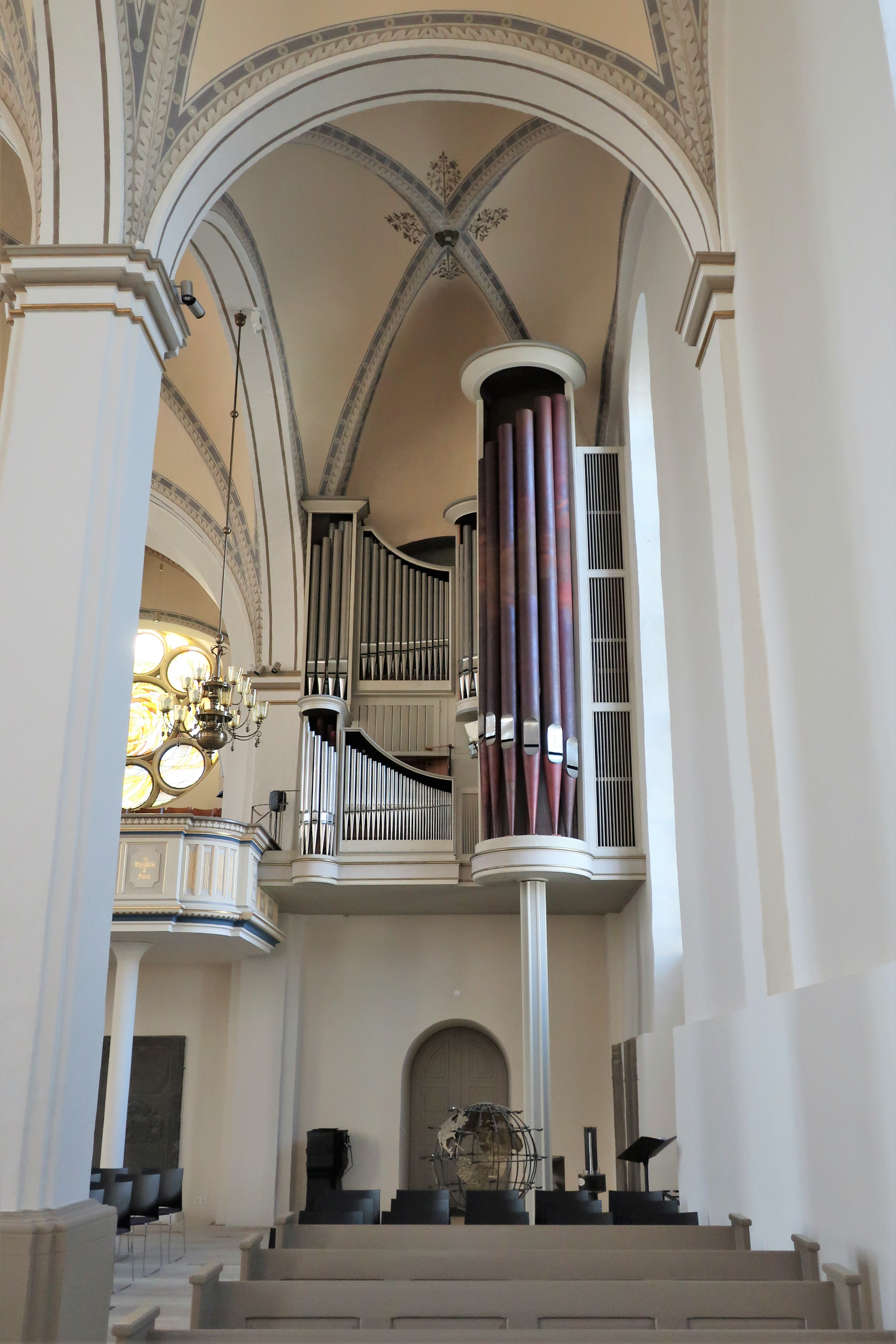
Ott-Orgel in der Johanniskirche

Die heutige Ott-Orgel, Baujahr 1958, hat 37 Register auf drei Manualen und Pedal. Die Orgel wurde während der Sanierungsarbeiten der Kirche 2018 ausgebaut und von der Orgelmanufaktur Peters generalüberholt.

#### Disposition der Ott-Orgel
(Quelle: )
|    | I Rückpositiv C–f3 |       |
| 1. | Gedackt            | 8′    |
| 2. | Prinzipal          | 4′    |
| 3. | Rohrflöte          | 4'    |
| 4. | Waldflöte          | 2'    |
| 5. | Quinte             | 1 ⁄3' |
| 6. | Sesquialtera II    |       |
| 7. | Scharff IV-VI      |       |
| 8. | Dulcian            | 16'   |
| 9. | Krummhorn          | 8'    |
|    | Tremulant          |       |

|     | II Hauptwerk C–f3 |       |
| 10. | Quintade          | 16'   |
| 11. | Prinzipal         | 8′    |
| 12. | Holzflöte         | 8'    |
| 13. | Gedackt           | 4′    |
| 14. | Oktave            | 4′    |
| 15. | Nasard            | 2 ⁄3′ |
| 16. | Oktave            | 2′    |
| 17. | Mixtur IV-VI      |       |
| 18. | Terzzimbel III    |       |
| 19. | Trompete          | 8'    |

|     | III Brustwerk C–f3 |        |
| 20. | Holzgedackt        | 8′     |
| 21. | Blockflöte         | 4′     |
| 22. | Prinzipal          | 2'     |
| 23. | Terz               | 1 3⁄5' |
| 24. | Quinte             | 1 ⁄3′  |
| 25. | Oktave             | 1'     |
| 26. | Zimbel III         |        |
| 27. | Regal              | 8'     |

|     | Pedal C–f1      |     |
| 28. | Prinzipal       | 16′ |
| 29. | Subbass         | 16′ |
| 30. | Oktave          | 8′  |
| 31. | Pommer          | 8'  |
| 32. | Oktave          | 4'  |
| 33. | Nachthorn       | 2'  |
| 34. | Rauschpfeife II |     |
| 35. | Posaune         | 16' |
| 36. | Trompete        | 8'  |
| 37. | Trompete        | 4'  |

- Koppeln: III/II, I/II, I/P, II/P

### Glocken
Das Geläut besteht aus drei Gussstahlglocken des Bochumer Vereins von 1920. Das Geläut ist gestimmt auf das Te-Deum-Motiv b° – des′ – es′.